# Ostheim vor der Rhön
Pour les articles homonymes, voir Ostheim (homonymie).
Ostheim vor der Rhön est une ville de Bavière (Allemagne), située dans l'arrondissement de Rhön-Grabfeld, dans le district de Basse-Franconie.